# Jacques Bral
Jacques Bral (21 de setembre de 1948 - 17 de gener de 2021) va ser un director, guionista i productor de cinema francès. També va ser pintor.

## Biografia
Després dels seus estudis a l'Alborz High School a Teheran, Bral va abandonar la Iran el 1966 cap a França. De 1966 a 1968, va estudiar arquitectura a Beaux-Arts de París i va codirigir el curtmetratge Quand tout le monde est parti amb Julien Lévi i Jean-Paul Leca. Després va dirigir els llargmetratges M-88 el 1970 i Frisou el 1973, tots dos en blanc i negre. El 1975 va dirigir Une baleine qui avait mal aux dents, protagonitzada per Francis Blanche i Bernadette Lafont.
L'any 1978, Bral va fundar la productora Les Films Noirs, responsable de l'estrena de Extérieur, nuit l'any 1980. Va ser remasteritzada per al Festival Lumière a Lió el 2009, i una reestrena als cinemes es va produir el 27 juny de 2010.
El 1984, Bral va dirigir la pel·lícula Polar, que era una adaptació de la novel·la Morgue plein de Jean-Patrick Manchette. El 1989 va produir Street of No Return, el darrer llargmetratge de la carrera del director estatunidenc Samuel Fuller. La seva faula poètica Mauvais garçon fou estrenada el 1993.
Després de dirigir moltes pel·lícules, Bral es va centrar en l'escriptura de guions i va exercir de director i guionista de la pel·lícula Un printemps à Paris, que va guanyar el Gran Premi al Police Paris New York Film Festival el 2007. El 2012, va dirigir i produir Le noir (te) vous va si bien, una tragèdia romàntica transcultural.
Jacques Bral va morir a París el 17 de gener de 2021 a l'edat de 72 anys.

## Filmografia

### Director
- 1974 : Une baleine qui avait mal aux dents
- 1980 : Extérieur, nuit
- 1984 : Polar
- 1993 : Mauvais Garçon
- 2006 : Un printemps à Paris
- 2012 : Le noir (te) vous va si bien

### Actor
- 1983 : Quelques hommes de bonne volonté (minisèrie) réal. François Villiers
- 1995 : L'Embellie, telefilm de Charlotte Silvera : client del comerç